# Sílvio Navas
Sílvio Benedito Guimarães Navas (Santos, 15 de março de 1942 – São Paulo, 29 de julho de 2016) foi um ator, dublador e diretor de dublagem brasileiro. 
É conhecido por ter dublado o vilão Darth Vader no primeiro filme da saga Star Wars,e o Papai Smurf em Os Smurfs.

## Biografia
Sílvio nasceu em Santos, em 1942. Começou sua carreira de ator aos 12 anos fazendo peças de teatro com o grupo Teatro Novos Comediantes, em 1960 chegou a trabalhar em emissoras como a TV Excelsior exercendo a profissão de produtor e coordenador.

### Dublagem
Na dublagem começou nos anos 60 na Arte Industrial Cinematográfica (AIC), dublando atores famosos como, Gene Wilder., Charlie Chaplin. Em filmes deu a voz ao vilão Darth Vader no primeiro filme de Star Wars, Willy Wonka em Willy Wonka and the Chocolate Factory. Já em desenhos dublou Papai Smurf em Os Smurfs, Mumm-Ra em Thundercats, Bender em Futurama, Fred Flintstone em Os Flintstone

### Morte
Em 2012, Sílvio Navas sofreu um acidente, quebrou o fêmur e ficou um longo tempo internado no hospital aguardando cirurgia, processo acompanhado por seus seguidores nas redes sociais. No final de 2014, foi diagnosticado com Doença de Alzheimer, que o afastou da dublagem e das rede sociais. Por conta de uma cirurgia que resultou em complicações, realizada em 2012, Sílvio teve de repetir a mesma quatro anos depois. A cirurgia não foi bem-sucedida e ele morreu em 29 de julho de 2016, aos 74 anos, na capital paulista.

## Carreira
- Floriano Peixoto na canção "Armahda", do álbum de mesmo nome de 2014 lançado pela banda de mesmo nome.[12][necessário esclarecer]